# Перипл Эритрейского моря

Основные маршруты и рынки по «Периплу Эритрейского моря» (англ.)

«Пери́пл Эритре́йского мо́ря», или Плавание вокруг Эритрейского моря (др.-греч. Περίπλους τῆς Ἐρυθράς Θαλάσσης), — древнегреческое географическое сочинение, мореходное руководство. Датируется предположительно третьей четвертью I века н. э., содержит описание побережья Красного моря, Аденского залива и Аравийского моря, вдоль которого пролегали торговые пути египетских купцов, в том числе в Индию (см. индо-римская торговля). Произведение содержит немало уникальной информации и пользуется большим вниманием в науке.
В тексте упомянуты сотни географических названий, подробно описаны предметы торговли на различных портовых рынках, содержатся сведения о флоре и фауне.
В византийской рукописной традиции сочинение оказалось приписано Флавию Арриану, автору «Перипла Понта Евксинского», под чьим именем и было впервые опубликовано в 1533 году. Однако в современной науке считается несомненным, что Арриан не мог быть его автором (как по стилистическим, так и по хронологическим соображениям), и предполагается, что сочинение было либо написано купцом, плававшим по этим маршрутам, либо составлено по рассказам таких купцов.
Точная датировка текста неизвестна, предлагались даты от конца I века до н. э. до III века н. э., однако наиболее популярна датировка серединой — второй половиной I века н. э., М. Д. Бухарин останавливается на 70-х годах.
Состав текста:
- Путь вдоль восточного побережья Африки, от Миос-Гормос[англ.] (ныне Эль-Кусейр) до Опоны (на мысе Хафун в Сомали[5]) (1—11)
- и далее до Рапты (возможно, современный Дар-эс-Салам[6]) (12—18), которую автор называет «последним торговым пунктом» на берегу Африки и отмечает, что далее океан неисследован, поворачивает к югу и сливается с Западным морем (18).
- Далее начинается описание побережья вдоль западного и южного берегов Аравии (19—33),
- Кратко описано восточное побережье Аравии, Персидский залив и южное побережье Ирана (34—37),
- от дельты Инда мимо западного побережья Индии до её крайнего юга (38—59), причем автор упоминает мыс Комар (ныне Коморин) и местную богиню (59).
- краткое описание восточного побережья Индии, с упоминанием Тапробаны и Хрисы (60—64),
- отдалённые народы (65—66).

В тексте упомянуто несколько имен современных автору царей, идентификация которых помогает уточнить время его создания:
- царь Аксума Зоскалес (§ 5), отождествляемый с За-Хакал[7] / За-Хакли / За-Хэкле / За-Хакле в списках царей Аксума[8].
- царь Савэ (Ма’афир) в Аравии Холеб, он же Мофарит (§§ 16, 22), отождествляемый с правителем по имени Кулайб Йухан’им (после 50 года), чье имя известно из найденной в 1986 г. надписи[9].
- царь Сабы и гомеритов (химьяритов) Харибаил (§§ 23, 26, 31), или Карибил Ватар Йуханим I, начавший править около 50 года[10].
- царь Элеаз, правящий «страной благовоний» (Ладаноносной страной) (§ 27), он же Илиазз Йалут I — царь Хадрамаута середины I века.
- царь Манбан, правящий в Миннагаре, области Ариака (§ 41). Его обычно отождествляют с правителем саков Нахапаной, правившим в 40—60-х годах[11][12]
- цари Сараган и Сандан (§ 52). Имя Сараган, как считается, соответствует династии Сатакарни, а именно её царю Гаутамипутра Сатакарни[англ.] (правил в 50—60-е годы)[13] либо его предшественнику Шивасвати[англ.][14]. Имя Сандан, согласно наиболее распространенному мнению, передает название династии Сатавахана[15][16].
- царь Кепробот, правящий в Музирисе (§ 54). Предполагается, что имя соответствует Кералапутра — титулу правителей царства Чера[17]; либо, при конъектура Кероботр — тамильской форме Черапутра[18].
- царь Пандион (§§ 54, 58, 59), то есть правитель царства Пандья[17].

Также автор упоминает Семирамиду, Александра Великого и правивших после него в Индии Аполлодота и Менандра (§ 47), и говорит о том, что кормчий Гиппал впервые открыл путь через открытое море (§ 57).

## Переводы
- The Periplus of the Erythraean Sea: Travel and Trade in the Indian Ocean by a Merchant of the First Century / Translated by William H. Schoff. — New York: Longmans, Green, and Co., 1912.
- Frisk H. Le Périple de la Mer Erythrée. — Göteborg, 1927.
- Casson L. The Periplus Maris Erythraei: Text With Introduction, Translation, and Commentary. — Princeton, New Jersey: Princeton University Press, 1989. — P. 51—93. — ISBN 0-691-04060-5.
- Бухарин М. Д. Неизвестного автора «Перипл Эритрейского моря»: Текст, перевод, комментарий, исследования. — СПб.: Алетейя, 2007. — 440 с. — ISBN 978-5-903354-83-2.
- Псевдо-Арриан. Плавание вокруг Эритрейского моря // Вестник древней истории  / Пер. С. П. Кондратьева. — 1940. — № 2. — С. 264—281.
- Параграфы 1—18 // История Африки. Хрестоматия / Пер. Г. М. Бауэра. Сост. С. Я. Берзина, Л. Е. Куббель. — М.: Наука, 1979. — С. 92—102. — 383 с.
- Параграфы 1—18 // История Африки в древних и средневековых источниках : хрестоматия / Пер. Г. М. Бауэра. Ун-т дружбы народов им. Патриса Лумумбы ; сост. С. Я. Берзина и Л. Е. Куббель ; под ред. О. К. Дрейера. — 2-е изд., испр. и доп.. — М.: Наука, 1990. — С. 99—110. — 471 с. — ISBN 5-02-016578-6.
- Параграфы 19—33 // Южная Аравия. I в. до н. э. — III век н. э. / Рункова Е. А.. — М., 1995. — С. 128—133.
- Параграфы 38—66 // Древний Восток в античной и раннехристианской традиции (Индия, Китай, Юго-Восточная Азия) / Российская акад. наук, Ин-т всеобщ. истории, Московский гос. ун-т им. М. В. Ломоносова, Ин-т стран Азии и Африки ; подбор текстов, пер. с древнегреч. и латин., примеч. и аннот. указ. Г. А. Тароняна. — М.: Ладомир, 2007. — С. 144—152. — 638 с. — ISBN 5-86218-474-0.